# 艾莉森與莉莉亞
《艾莉森與莉莉亞》是2008年4月3日開始在日本NHKBS2頻道播放的電視動畫，由時雨澤惠一所著輕小說《艾莉森》與《莉莉亞與特雷茲》改編而成。本作也是NHK第一部在深夜播放的新作電視動畫。

## 概要
《艾莉森》與《莉莉亞與特雷茲》兩作有共同的世界與舞台，而事實上《莉莉亞與特雷茲》描寫的是《艾莉森》大約十年後的事情。動畫影集前半部份以《艾莉森》為原作，後半部份則以《莉莉亞與特雷茲》為原作。

## 故事簡介
本作以大約四集一個單元的形式，順著時間推移講述了艾莉森與莉莉亞母女兩代人之間環環相扣的幾個故事。
故事中的世界只有一個大陸存在，而這個大陸被中央的路妥尼河及中央山脈分隔成東西兩部份。大陸東側為洛克榭，西側是斯貝伊爾，兩個國家長期處於戰爭狀態。空軍的戰機駕駛員，艾莉森與她在孤兒院一起長大的青梅竹馬，維爾一起遇到了一位以愛吹牛出名的老人，並從老人那聽聞了據說可以終結戰爭的祕寶的故事。於是兩人便展開了尋寶之旅。透過這次在敵國的尋寶之旅，艾莉森和維爾認識了卡爾·班奈迪，並發現寶物結束戰爭。其後兩國戰爭結束，卡爾·班奈迪被尊為英雄，並偶然在一件牽涉艾莉森和維爾的事件中邂逅菲歐娜。
幾經波節之後，艾莉森和維爾誕下莉莉亞，卡爾和菲歐娜誕下特雷茲，並開展了第二代人的冒險故事。

## 登場人物
艾莉森·威汀頓（Allison Whittington，聲：水樹奈奈（少女）／桑島法子（中年））
前半部份17歳，後半部份35歲，前半部份的女主角。
維爾赫姆·休爾茲（Wilhelm Schultz，聲：熊井統子）
17歳，前半部份的男主角。
卡爾·班奈迪（Carr Benedict，聲：山寺宏一）
前半部份24歲，後半部份42歲，因發現造成兩國停戰的壁畫祕寶，之後成為舉世聞名的英雄。
菲歐娜（Fiona，聲：能登麻美子）
前半部份20歲，後半部份38歲，又名法蘭契斯卡，伊庫司王國女王。
莉莉亞·埃卡西亞·寇拉松·威汀頓·休爾茲（簡稱 莉莉亞·休爾茲）（Lillia Schultz，聲：水樹奈奈）
15歲，艾莉森與維爾的女兒，後半部份的女主角，名字是依據斯貝伊爾的習俗，在名字之後分別接上外祖父、祖母、母親及父親的名字。
特雷茲（Treize，聲：吉野裕行）
16歲，班奈迪與菲歐娜的雙胞胎兒子，後半部分的男主角。
特拉伐斯（Travas，聲：森川智之）
35歲，在後半部份為艾莉森的現任男友，其真實身分是莉莉亞的親生父親 維爾赫姆·休爾茲。
梅莉兒（Merielle，聲：齋藤千和）
16歲，班奈迪與菲歐娜的雙胞胎女兒。
卡爾洛（聲：福圓美里）
10歲，無家可歸的小女孩，因短髮而常被誤認為小男孩，本名為卡爾拉。

## 製作人員
- 原作：時雨澤惠一
- 角色設計原案：黑星紅白
- 監督：西田正義
- 企劃：川村明廣、上玉利純宏、秋田敏彰、丸山正雄、後藤靖彥、高澤裕之
- 製作人：宮川、大庭靖之、下河原郁子、二方由紀子、小山直子、坂本秀昭
- 系列構成：待田堂子
- 角色設計、總作畫監督：瀨谷新二
- 機械設計：中島利洋
- 美術監督：齊藤雅己、西田稔、柴田正人
- 3D監督：川田俊夫、
- 機械作畫監督：中川航
- 色彩設計：川添惠
- 攝影監督：齊藤惠
- 編輯：內田涉
- 音響監督：三間雅文
- 音樂：村井秀清
- 動畫製作人：宇田川純男、武藤貴彥
- 動畫製作：Madhouse
- 動畫製作協力：手塚製作
- 製作：「艾莉森與莉莉亞」製作委員會

## 主題曲
- 片頭曲

歌：湯川潮音、演奏：栗（GENEON ENTERTAINMENT）
作詞：湯川潮音、作曲：栗原正己
- 片尾曲

歌：松本素生、演奏：栗
作詞：松本素生、作曲：近藤研二
- 插入曲「UBERS MEER」

作詞：S.S.kowalewski、作曲：村井秀清、編曲：Minako"mooki"obata

## 各話標題
| 話數   | 標題（中文翻譯） | 標題（日文原文） | 劇本     | 分鏡     | 演出     | 作畫監督      |
| ------ | ---------------- | ---------------- | -------- | -------- | -------- | ------------- |
| 第1話  | 艾莉森與維爾     |                  | 待田堂子 | 西田正義 | 吉村文宏 | 瀨谷新二      |
| 第2話  | 前往敵國！       |                  | 待田堂子 | 西田正義 | 鈴木卓夫 | 齊藤圭太      |
| 第3話  | 瓦爾塔的戰鬥     |                  | 谷村典子 | 西田正義 | 長岡義孝 | 篠原隆        |
| 第4話  | 兩人存在的世界   |                  | 長津晴子 | 西田正義 | 吉村文宏 | 高橋久美子    |
| 第5話  | 被封閉的森林     |                  |          | 西田正義 | 鈴木幸雄 | 宍倉敏        |
| 第6話  | 菲歐娜之谷       |                  | 牧野吉高 | 西田正義 | 金子匡邦 |               |
| 第7話  | 身付使命的人們   |                  | 谷村典子 | 西田正義 | 鈴木卓夫 | 片山          |
| 第8話  | 公主與英雄       |                  | 長津晴子 | 西田正義 | 飯島明   | 吉村文宏 神崎 |
| 第9話  | 原戰場架起的橋   |                  |          | 西田正義 | 山田徹   | 佐久間建      |
| 第10話 | 名為陰謀的列車   |                  | 鈴木幸雄 | 西田正義 | 宍倉敏   |               |
| 第11話 | 向裝甲車射擊     |                  | 吉村文宏 | 西田正義 | 斉藤圭太 |               |
| 第12話 | 莉莉安漫長的一天 |                  | 谷村典子 | 西田正義 | 牧野吉高 | 金子匡邦      |
| 第13話 | 之後 兩人        |                  | 待田堂子 | 西田正義 | 鈴木卓夫 | 高柳久美子    |
| 第14話 | 莉莉亞與特雷茲   |                  | 長津晴子 | 西田正義 | 鈴木幸雄 | 宍倉敏        |
| 第15話 | 遇難！           |                  | 谷村典子 | 西田正義 | 向井正浩 | 片山          |
| 第16話 | 慈善飛行艇       |                  | 谷村典子 | 西田正義 | 吉村文宏 | 篠原隆        |
| 第17話 | 大義之翼         |                  |          | 西田正義 | 鈴木卓夫 | 木村紀將      |
| 第18話 | 奖励的亲吻       |                  | 山田徹   | 西田正義 | 藤田正幸 |               |
| 第19話 | 冬天的伊庫司托法 |                  | 長津晴子 | 西田正義 | 鈴木幸雄 | 田中正之      |
| 第20話 | 惡夢的初夢       |                  | 長津晴子 | 西田正義 | 牧野吉高 | 山本真嗣      |
| 第21話 | 宿命的父女       |                  | 谷村典子 | 西田正義 | 吉村文宏 | 高柳久美子    |
| 第22話 | 被揭露的秘寶     |                  | 谷村典子 | 西田正義 |          | 田中正之      |
| 第23話 | 偶然的旅客們     |                  |          | 西田正義 | 鈴木卓夫 | 齊藤圭太      |
| 第24話 | 列車大作戰       |                  | 吉村文宏 | 西田正義 | 片山     |               |
| 第25話 | 犯人祕密的笑著   |                  | 長津晴子 | 西田正義 | 石踊宏   | 藤田正幸      |
| 第26話 | 我的王子大人     |                  | 長津晴子 | 西田正義 |          | 宍倉敏        |

## 腳注
1. 1 2  .   [2008-03-15]. （原始内容存档于2008-02-04） （日语）.

## 外部連結
- 官方網站 （页面存档备份，存于）（日語）
- 官方網站 - MediaWorks（日語）